# Unterwies (Kempten)
Unterwies ist eine Einöde der kreisfreien Stadt Kempten (Allgäu). Sie gehörte bis 1972 zur Gemeinde Sankt Mang, die in dem Jahr wieder in Kempten eingemeindet wurde.

## Geschichte
Unterwies wurde 1738 als Einzelhof erstmals genannt. Im Jahr 1819, ein Jahr nachdem Unterwies mit anderen Ortschaften zur Ruralgemeinde Sankt Mang verbunden worden war, zählte man dort vier Bewohner.
1900 gab es in Unterwies zwei Anwesen mit elf Bewohnern. 1954 lebten in der Einöde sieben Einwohner.